# Veress Pál (matematikus)
Veress Pál (Kolozsvár, 1893. július 19. – Budapest, 1945. január 27.) magyar matematikus, egyetemi tanár, Veress Vilmos kereskedelmi tanár fia, Veress Pál festő apja.

## Életpályája
Apja, Veress Vilmos (1853–1920) kolozsvári matematikatanár, a felső kereskedelmi iskola igazgatója volt, aki az 1872-ben induló Ferenc József Tudományegyetem első matematikus végzettjei közé tartozott. Édesanyja Malom Manka.
Veress Pál középiskolai tanulmányait a kolozsvári piaristáknál és a besztercei német nyelvű evangélikus gimnáziumban végezte. Egyetemi tanulmányait 1911–1915 között Budapesten, Göttingenben (itt egyebek között David Hilbert tanítványa volt) és Kolozsváron végezte. 1915 júliusától 1919 decemberéig katonai szolgálatot teljesített, és másodosztályú ezüst vitézségi érmet kapott.
1918-ban tett doktori szigorlatot Kolozsváron Riesz Frigyesnél és Haar Alfrédnál. Disszertációjának címe: Az integrábilis függvényekre értelmezett függvényoperációról, 1919 áprilisában a tanári oklevelet is megszerezte.
Miután az új román hatalom kiutasította az országból, Budapesten lett gimnáziumi tanár. 1925-26-ban tanulmányúton volt Berlinben, 1928-tól a budapesti Tanárképző Intézetben tanított. 1929 szeptemberében Budapesten egyetemi magántanári képesítést szerzett a valós változójú függvények elmélete tárgykörben. 1934-ben Kőnig Gyula-díjat kapott. 1936–1939 között tanár a budapesti tudományegyetem felsőbb geometriai tanszékén. 1938-tól haláláig címzetes nyilvános rendkívüli egyetemi tanár.
Budapest ostromakor tragikus körülmények közt, a háború civil áldozataként vesztette életét aknasérülés következtében. Felesége Meisel Dorottya Albertina Franciska volt.

## Munkássága
Jelentősek és úttörőek voltak közgazdasági matematika dolgozatai. Sokban hozzájárult ahhoz, hogy a statisztika matematikai diszciplínává váljon. Tudományos munkái a matematika és a biztosítási matematika köréből jelentek meg magyar és külföldi folyóiratokban.

### Válogatás munkáiból
- Az integrábilis függvényekre értelmezett függvényoperációkról (Kolozsvár, 1917);
- Egy Arzelà-féle tétel általánosítása és annak alkalmazása (Mathem. és Term. tud. Ért. 1919);
- Über kompakte Funktionenmengen und Bairesche Klassen (Fund. Mathem. VII., 1925);
- On certain inequalities by Steffensen (Skandinavisk Aktuarietidskrift, 1926);
- Die beiden Bolyai und die absolute Geometrie (Ung. Jahrbücher, 1926);
- A Baire féle függvényklasszisokról (Mathem. és Fiz. L. 1926);
- Über eine Beweismethode in der Theorie der abstrakten Räume (Szegedi Acta, VI., 1932);
- Valós függvények (Budapest, 1934).